# École centrale de Nantes
La École centrale de Nantes (también conocida como Centrale Nantes) es una escuela de ingenieros ubicada en Nantes, Francia. 
Es miembro del Groupe Centrale - Centrale Graduate School (junto a sus instituciones hermanas, emplazadas en París, Lille, Lyon, Marsella, Nantes y Pekín) y de France AEROTECH. Forma ingenieros generalistas de muy alto nivel, destinados principalmente para el empleo en las empresas.

## Diplomado Centrale Nantes
En Francia, para llegar a ser ingeniero, se puede seguir la fórmula "dos más tres", que está compuesta de dos años de estudio de alto nivel científico (clases preparatorias) y tres años científico-técnicos en una de las Grandes Ecoles de ingenieros. El acceso a éstas se realiza, al final de las clases preparatorias, a través de un concurso muy selectivo. Entre los concursos más exigentes se encuentra el que da acceso a las Ecoles Centrale, que permite la entrada a la Ecole centrale de Nantes. 
- Master Ingénieur Centrale Nantes
- Masters Research & PhD Doctorado
- Mastères Spécialisés

## Doble titulación Master Centrale Nantes
La École centrale de Nantes fue parte de la fundación de la red TIME, que permite a los estudiantes obtener un diplomado en dos de las mejores universidades técnicas de Europa (doble diplomado).

## Programa ErasmusMasters
Master M2 (60 ECTS)
Duración  : 10 meses en Francia
Curso : Mecánica, Construcción, Energía, Electricidad, Electrónica,  Automática, Ciencias de la computación, Producción y Organización, Procesos y Medio ambiente.

## Asociación de ingenieros de Centrale Nantes
A lo largo de estos tres años de estudios Centrale Nantes, los alumnos desarrollan entre ellos fuertes lazos de compañerismo, difíciles de romper en lo futuro. Es por este motivo principalmente que se han creado las asociaciones de alumnos de cada École.

## Famoso graduado
- José Luis Leyva Montiel, ingeniero electrónico, académico e investigador mexicano